# Syndrome de Waardenburg
 Mise en garde médicale

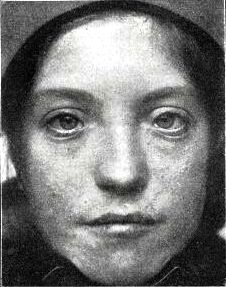
L'une des caractéristiques de ce syndrome est un écartement anormal des yeux (parfois associé à une synophridie et souvent à une pigmentation anormale de l'iris d'un œil ou des deux yeux)

Le  syndrome de Waardenburg, du nom de Petrus Johannes Waardenburg (en) (1886-1979), est une maladie génétique de transmission autosomique dominante associant une surdité avec des anomalies de la pigmentation de la peau ou des cheveux ou de l’iris notamment. Ce syndrome appartient au grand groupe des neurocristopathies (en).
Si un individu présente un état homozygote pour l’allèle provoquant le syndrome de Waardenburg, il y a mort au stade fœtal.
Quatre types de ce syndrome existent (très probablement chacun associé à un type de mutation génétique). Ils font encore l'objet d'études, dont génétiques et en biologie moléculaire afin de mieux les cerner et en comprendre plus finement l'étiologie.

## Prévalence
Le syndrome de Waardenburg est la cause la plus fréquente de surdité syndromique à transmission dominante. 

## Caractéristiques
Chaque symptôme de cette liste, pris individuellement, est causé par le syndrome chez plus de la moitié des personnes porteuses : 
- surdité. Il s’agit d’une surdité de perception neurosensorielle prélinguale (en) congénitale, unilatérale (en) ou bilatérale, souvent profonde (supérieure à 100 décibels, mais de degré très variable) et stable ;
- dysmorphie faciale avec télécanthus (en) (écartement excessif des angles internes des yeux), synophridie, hypoplasie des ailes du nez ;
- anomalie pigmentaire de la peau, avec typiquement (anomalie présente chez près de la  moitié des malades) une houppette de cheveux blancs ou gris apparaissant avant l’âge de 30 ans, et parfois une tache blanche abdominale liée à l'absence de mélanocytes à ce niveau ;
- cardiopathie congénitale.

Beaucoup ont les yeux vairons ou une hétérochromie partielle. Il n'y a pas de corrélation à la déficience mentale.

## Étiologie
Une cause repérée est la mutation du gène PAX3 situé sur le locus q3-5 du chromosome 2 codant la Paired box protein Pax-3, mais d'autres mutations ont été repérées, qui font encore l'objet d'études, pour le type I et le type II notamment. En tout, il y a trois types, mais les 3 et 4 sont rarissimes.

## Syndrome de Waardenburg type 2
Il y a une mutation allélique au niveau du gène de la couleur des yeux ce qui fait que les yeux sont de couleurs électriques.

## Syndrome de Waardenburg type 3
Il s’agit d’un type 1 ou 2 avec des anomalies des membres et des muscles tel que contracture, fusion des doigts ou d’os de la main.

## Syndrome de Waardenburg type 4
Il associe aux signes caractéristiques du syndrome certains symptômes de la maladie de Hirschsprung.

## Sources
- (fr) Site en français de renseignement sur les maladies rares et les médicaments orphelins
- (en) Online Mendelian Inheritance in Man, OMIM (TM). Johns Hopkins University, Baltimore, MD. MIM Number:193500 Waardenburg type 1
- (en) Online Mendelian Inheritance in Man, OMIM (TM). Johns Hopkins University, Baltimore, MD. MIM Number:193510 Waardenburg type 2
- (en) Online Mendelian Inheritance in Man, OMIM (TM). Johns Hopkins University, Baltimore, MD. MIM Number:600193 Waardenburg type 2B
- (en) Online Mendelian Inheritance in Man, OMIM (TM). Johns Hopkins University, Baltimore, MD. MIM Number:148820 Waardenburg type 3
- (en) Online Mendelian Inheritance in Man, OMIM (TM). Johns Hopkins University, Baltimore, MD. MIM Number:277580 Waardenburg type 4
- (en) GeneTests: Medical Genetics Information Resource (database online). Copyright, University of Washington, Seattle. 1993-2005